# Пас-и-Фигероа, Мария Антония де
Святая Мари́я Анто́ния де Пас-и-Фигеро́а (исп. María Antonia de Paz y Figueroa, 1730, Вилла Силипика, Рио-де-ла-Плата — 7 марта 1799, Буэнос-Айрес, Рио-де-ла-Плата), в монашестве Мари́я Анто́ния Свято́го Ио́сифа (исп. María Antonia de San José) — аргентинская католическая монахиня. Основала конгрегацию «Дочери Божественного Спасителя». Позже стала известна под именем Ма́ма Анту́ла.
Первая канонизированная аргентинка. Причислена к лику святых папой Франциском в 2024 году.

## Биография
Родилась в 1730 году в вице-королевстве Рио-де-ла-Плата (Испанская империя, ныне Аргентина) в богатой и влиятельной семье. С детства была набожной и в пятнадцать лет решила, что хочет полностью посвятить себя Богу. Поскольку рядом не было монастыря, де Пас-и-Фигероа оделась в чёрное и стала жить с другими женщинами в небольшой общине.
Под руководством священника-иезуита Гаспара Хуареса занималась обучением детей, а также помогала больным и бедным. В 1767 году король Испании Карл III изгнал иезуитов, что побудило её обратиться к Игнацианским медитациям. Инициативу приняли в штыки, поскольку люди были враждебно настроены против иезуитов, что не помешало Марии Антонии продолжать свою деятельность. В 1768—1770 годах приглашала верующих по всей стране на организованные ей ретриты. Добившись успеха в этом начинании, прибыла в Буэнос-Айрес в сентябре 1779 года.
В 1780 году ретриты в Буэнос-Айресе стали настолько популярны, что её стал поддерживать архиепископ Буэнос-Айреса Себастьян Мальвар-и-Пинто. Работа Марии Антонии была хорошо известна не только в Аргентине, но и во Франции, например, в монастыре Сен-Дени в Париже, где настоятельницей была тётка короля Людовика XVI. Её письма за тот период были переведены на английский и немецкий языки и направлены для вдохновения в разные страны. Также основала конгрегацию «Дочери Божественного Спасителя».
Скончалась 7 марта 1799 года в возрасте 69 лет и была похоронена в Буэнос-Айресе.

## Почитание
Процесс беатификации начат в 1905 году. Беатифицирована кардиналом Анджело Амато в Сантьяго-дель-Эстеро 27 августа 2016 года. Канонизирована папой Франциском на мессе в соборе Святого Петра 11 февраля 2024 года.
День памяти — 7 марта.